# شلالات نهر الدون
شلالات نهر الدون أو شلالات الدون هما مجموعت شلالات متواجدة بالقرب من وقليرودوفسكي بمنطقت روستوف علي الدون في روسيا. يتكون من مجموعة كبيرة من الشلالات، والأكثر شهرة هما شلال كيسي (شعر باللغة الروسية)  و دفي سلوزي (دمعتين باللغة الروسية) . شلالات تقع علي منطقة مسمات بزامشالوفسكي.

## الموقع والتاريخ
عدد كبير من هذه الشلالات تقع في منطقت روستوف، بالقرب من وقليرودوفسكي في منطقة مسمات بزامشالوفسكي. الشلال كيسي يقع في الجزء الشرقي من الوادي والشلال دفي سلوزي يقع في الجزء الغربي من الوادي ويبلغ طوله 10 أمتار. الماء الذي يمر عليهم يصل من شلال آخر أكبر منهم.
منذ مدة طويلة، أرادت إدارة فولشينسكي الحصول على الوضع الرسمي كمعلم طبيعي للموقع، الذي سيصبح أحد الأماكن السياحية في منطقة روستوف.